# Dance (Our Own Party)
Dance (Our Own Party) – singel maltańskiego zespołu The Busker wydany cyfrowo 3 marca 2023. Piosenkę skomponowali i napisali David Meilak, Jean Paul Borg, Matthew James Borg, Michael Joe Cini i Sean Meachen.
11 lutego utwór wziął udział w finale maltańskich selekcji do Konkursu Piosenki Eurowizji i zajął pierwsze miejsce po zdobyciu największej liczby punktów od jurorów i telewidzów, dzięki czemu został wybrany do reprezentowania Malty w 67. Konkursie Piosenki Eurowizji organizowanym w Liverpoolu. Do utworu powstał teledysk, który udostępniono w dniu 9 marca 2023 za pośrednictwem serwisu YouTube.

## Lista utworów
| Digital download / media strumieniowe | Digital download / media strumieniowe | Digital download / media strumieniowe |
| Nr                                    | Tytuł utworu                          | Długość                               |
| ------------------------------------- | ------------------------------------- | ------------------------------------- |
| 1.                                    | „Dance (Our Own Party)”               | 2:49                                  |

## Notowania na listach przebojów
| Kraj  | Notowanie (2022) | Najwyższa pozycja |
| ----- | ---------------- | ----------------- |
| Malta | BMAT PRS         | 1                 |